# Sky Tower
Sky Tower (traducido al español, la Torre del Cielo) es una torre de telecomunicaciones y difusión de radio y televisión situada en Auckland (Nueva Zelanda).

## Características
Se encuentra situada en el complejo Sky City Auckland, en el centro de la ciudad, en la esquina entre las calles Victoria y Federal, y cuenta con tres miradores a los que el público puede acceder, desde los que se obtienen impresionantes vistas de Auckland y sus alrededores (la vista en días claros llega a una distancia de 82 kilómetros, alcanzando incluso la península de Coromandel), y dos restaurantes (también en su parte superior), así como con la posibilidad de tirarse de la propia torre, eso sí, amarrado a dos cables tendidos entre uno de los miradores y el suelo (lo que se conoce como Skyjump, en el que el atrevido se arroja desde una altura de 192 metros). Por todo ello, Sky Tower se ha convertido en una de las mayores atracciones turísticas de Auckland, recibiendo unos 700 000 turistas cada año.
Mide 328 metros de altura y es a inicios de 2009 la estructura de mayor altura en el hemisferio sur. Comenzó a construirse en 1994 y, tras dos años y nueve meses, se inauguró el 3 de agosto de 1997.
La estructura de la torre consiste en un armazón de hormigón reforzado de doce metros de diámetro, reforzado en su base por ocho soportes también de hormigón reforzado, unidos al armazón por un anillo de hormigón. Los cimientos miden quince metros de profundidad.

## Iluminación
La Sky Tower ocupa un lugar destacado durante la noche en Auckland debido a su amplia iluminación. Muchas veces es utilizada para apoyar a diversas causas empleando una serie de colores o combinaciones de estos para promover las mismas.

## Año Nuevo
Para cada Año Nuevo, la Sky Tower realiza un espectáculo de pirotecnia en la medianoche del 1 de enero. El evento es televisado internacionalmente, ya que por los husos horarios Nueva Zelanda es uno de los primeros países en recibir cada nuevo año.